# Mesorhaga pauliani
Mesorhaga pauliani är en tvåvingeart som beskrevs av Vanschuytbroeck 1952. Mesorhaga pauliani ingår i släktet Mesorhaga och familjen styltflugor.
Artens utbredningsområde är Madagaskar. Inga underarter finns listade i Catalogue of Life.